# Alekséi Nikoláyevich Tolstói
Alekséi Nikoláievich Tolstói (Ruso: Алексей Николаевич Толстой) (10 de enero de 1883 - 23 de febrero de 1945), alias Camarada Conde, fue un escritor ruso soviético autor de escritos de muchos géneros pero especializado en la ciencia ficción y novelas históricas.
Durante la Segunda Guerra Mundial sirvió en la Comisión Estatal Extraordinaria de 1942-1947 que "comprobó sin lugar a duda razonable" el exterminio masivo de personas en camiones de gas por los ocupantes alemanes. Durante los Juicios de Núremberg de los criminales de guerra nazis, los fiscales soviéticos reconocieron su trabajo en la investigación de las atrocidades cometidas en la región de Stávropol.

## Biografía
De familia noble, nació en Pugachov en 1883. Cursó la escuela secundaria en Samara y los estudios superiores en el Instituto Tecnológico de San Petersburgo, pero al terminar la carrera se dedicó a la literatura. En un principio cultivó la poesía de tendencia simbolista (Lírica, 1907). Posteriormente se apartó de ella (Los ríos azules, 1912). Destacó, no obstante, como prosista, sobre todo con sus relatos del ciclo La Región del Volga (1910-1911), para los cuales tomó como modelos literarios a Iván Turguénev, a Lev Tolstói y a Nikolái Gógol. Entre 1914 y 1916, fue corresponsal de guerra. Luego dedicóse a la comedia (La fuerza demoníaca, Oscurantistas, 1917).
Hostil a la revolución de octubre, en 1918 emigró, pero en 1923 rectificó su posición, volviendo a su país. Escribió la Infancia de Nikita, novela autobiográfica; la trilogía Peregrinación por los caminos del dolor (1920-1941); novelas de ciencia ficción, como Aelita y El hiperboloide del ingeniero Garin; relatos sobre el paso de la guerra a la vida civil (a este tipo pertenece La víbora); el drama Iván el Terrible, y su gran novela histórica (cuya tercera parte quedó sin terminar) Pedro I, en la que estuvo trabajando dieciséis años, de 1919 a 1935.
Académico desde 1939, fue laureado con diversos e importantes premios y figura entre los mejores prosistas rusos del siglo XX.

### Ancestros
Aleksey era hijo del conde Nikolái Aleksándrovich Tolstói (1849–1900) y Aleksandra Leóntievna Turguéneva (1854–1906). Su madre era sobrina nieta del decembrista Nikolái Turguénev y pariente del renombrado escritor ruso Iván Turguénev. Su padre pertenecía a la Familia Tolstói de nobles rusos y era un pariente remoto de León Tolstói. Según el autor e historiador Nikolái Tolstói, un pariente lejano:
Las circunstancias del nacimiento de Alexei Tolstoy son paralelas a las de otro pariente, Alexei Constantinovich, el gran poeta lírico, por quien fue nombrado. Su padre había sido un oficial de caballería libertino, cuyos excesos alborotadores resultaron demasiado incluso para sus húsares compañeros. Se vio obligado a dejar su regimiento y las dos capitales, y se retiró a una finca en Samara, Rusia. Allí conoció y se casó con Alexandra Leontievna Turgenev, una chica vivaz de buena familia, pero de escasos recursos. Ella le dio dos hijos, Alexander y Mstislav, y una hija, Elizabeth. Pero la sangre salvaje de los Tolstói no le permitió asentarse en la armonía doméstica existente. En un año, el húsar retirado había sido exiliado a Kostromá por insultar al gobernador de Samara. Cuando finalmente se movieron los hilos para organizar su regreso, lo celebró provocando a un compañero noble a un duelo. Alexandra se enamoró de Alexei Appollonovich Bostrom. En mayo de 1882, embarazada ya de dos meses de su cuarto hijo, huyó a los brazos de su amado. El Conde amenazó a Bostrom con un revólver pero fue exculpado por los tribunales. El tribunal eclesiástico, al conceder el divorcio, dictaminó que nunca se debe permitir que la esposa culpable se vuelva a casar. Para quedarse con el bebé esperado, Alexandra se vio obligada a afirmar que era el hijo de Bostrom. Aislada por la sociedad e incluso, durante algunos años, por sus propios padres, se fue con su amante a Nikolaevsk, donde ocupó un modesto cargo en el gobierno.

### Primeros años
Debido en parte a su rechazo tanto por la nobleza rusa como por la Iglesia Ortodoxa Rusa, Aleksei Bostrom y Alexandra Tolstoy criaron a Aleksei en un ambiente firmemente ateo y antimonárquico. Alekséi insistiría en años posteriores en que también eran grandes admiradores de los escritos de Karl Marx y Gueorgui Plejánov. Aunque oficialmente estaba registrado como hijo del Conde Tolstoy, hasta la edad de trece años, Aleksey había vivido bajo el nombre de Bostrom y nunca sospechó que Aleksey Bostrom no era su padre biológico. Incluso después de conocer la verdad, todavía consideraba a Aleksey Bostrom su verdadero padre y se negaba a ver al conde Nikolai Tolstoy o a sus hermanos mayores.

### Educación
Nikolái Tolstói comenta que:
Al igual que muchos niños rusos en ese momento, el pequeño Alexei recibió su primera educación en casa. Había lecciones con su tutor no demasiado estricto, su madre le enseñaba a leer y escribir, y su padrastro les leía en voz alta por las noches los escritos de León Tolstói e Iván Turguénev ( a ambos de los cuales Alexei estaba relacionado a través de sus padres). Su atención era superficial, y en sus primeros años fueron su imaginación y sus sueños los que absorbieron su energía. Su madre era una escritora y poetisa aficionada de modestas habilidades pero contagioso entusiasmo. Cuando tenía diez años, instó a Alexei a escribir historias. Así lo hizo, y ambos quedaron encantados de ver con qué facilidad fluía la prosa de su pluma, a pesar de su falta de atención a las instrucciones formales. El estímulo de su madre dio frutos rápidos, y con cada año su talento se hizo más evidente.

También,
En 1896, el muchacho de catorce años fue enviado a la escuela y al año siguiente asistió a la escuela secundaria en Samara. Allí estudió física, química, ingeniería y otras materias más prácticas de las que habría aprendido si hubiera asistido al gimnasio aristocrático. Que le molestaba la injusta discrepancia lo atestigua la adopción de su verdadero apellido.
Después de que su familia vendió su granja y se mudó a Samara, las escasas finanzas de la familia se redujeron aún más. Sin embargo, todavía hubo beneficios para Aleksei. Samara poseía una gran biblioteca pública, donde el joven se encontró por primera vez con las historias de aventuras de James Fenimore Cooper, Jules Verne, Thomas Mayne Reid y Victor Hugo. Fue este último escritor quien más entusiasmo despertó en él. Alekséi escribió más tarde,
Con furiosos barridos de su escoba, disipó el triste mundo de la existencia pequeño-burguesa y me atrajo al mundo del Gran Hombre.
En 1900 murió el conde Nikolai Tolstoy, dejando a su hijo separado una herencia de 30.000 rublos rusos y un nombre antiguo. Según los biógrafos, esto en sí mismo es un testimonio de la paternidad de Alexei.

### San Petersburgo
Nikolái Tolstói indica que,
Gracias al inesperado legado recibido de su verdadero padre, quien había muerto en el extranjero el año anterior, Alexei ahora pudo continuar sus estudios en San Petersburgo. Ansioso por unirse a la emocionante multitud de la vida estudiantil, se inscribió en un establecimiento de entrenamiento fuera de la ciudad. Superando su letargo anterior, pronto estuvo estudiando durante trece horas al día. Para septiembre, se había esforzado lo suficiente para obtener un lugar en el Instituto Tecnológico de San Petersburgo. Después del intenso trabajo requerido para ingresar, encontró la vida allí fácil. La asistencia a las conferencias no era obligatoria en ningún caso, y el creciente malestar político provocó huelgas estudiantiles alternas y cierres policiales para interrumpir cualquier trabajo en curso. Como la mayoría de sus compañeros, era hostil al gobierno y pasaba mucho tiempo en acalorados debates políticos. El 12 de febrero de 1902, participó en una marcha de protesta en Nevsky Prospekt que fue disuelta por la policía y los cosacos, y se inscribió en el Partido Socialdemócrata del Instituto (Partido Laborista Socialdemócrata Ruso). Era popular entre los estudiantes, quienes lo eligieron para sus comités. Cuando el Partido Socialdemócrata se dividió en mencheviques y bolcheviques, no se unió a ninguna agrupación. Era esencialmente un humanista liberal en esta etapa impresionable de su vida y pensaba que las promesas socialistas eran demasiado absurdas para la contemplación.

### Matrimonio
En junio de 1902, Aleksei, de diecinueve años, se casó con Julia Rozhansky, la hija de un médico provincial, que también estudiaba en San Petersburgo. Después de varios años de matrimonio, Aleksei viajó a Dresde, Alemania, donde conoció a Sophia Dymshits, la hermana de Leo Dymshits, su amigo y compañero de estudios. Aleksei se enamoró de inmediato y, deseando proteger la reputación de su hermana, Leo Dymshits inmediatamente huyó con ella a San Petersburgo. Aleksei, sin embargo, no se desanimó. También regresó a San Petersburgo y comenzó a perseguir abiertamente a Sophia en la casa de sus padres. Aunque perdidamente enamorada, Sophia sabía muy bien que ambos seguían casados con otras personas. Por lo tanto, sugirió que Aleksei hiciera un viaje al extranjero con su esposa antes de tomar una decisión final. Después de un viaje a Italia en el verano de 1907, Aleksei dejó a su horrorizada esposa y a su pequeño hijo y comenzó un matrimonio de hecho con Sophia.
Aleksei y Sophia tuvieron una "segunda luna de miel" en Karelia, donde el joven Conde escribió obsesivamente en un retiro que ambos bautizaron como "La Casa del Gato".

### París
Según Nikolai Tolstoy,
Después de regresar a San Petersburgo de su nido de amor, la joven pareja tomó el camino trillado hacia la Meca rusa, París. Mientras estaba allí, escuchó de Julia que su hijo de tres años había muerto de meningitis, el mismo terrible flagelo que había abatido a su madre. Sophia afirmó en una memoria oficial piadosa publicada en Moscú en 1973 que Alexei "se tomó muy en serio la muerte del niño". Uno puede cuestionar esto. El padre, después de todo, no intentó visitar a su hijo enfermo antes de su solitario final, ni regresó para el funeral (aunque hizo otro viaje de negocios a Petersburgo desde París). Como demostrarían los acontecimientos posteriores, podía demostrar una insensibilidad extraordinaria hacia los miembros individuales de la raza humana, independientemente de su punto de vista ampliamente liberal hacia la especie en general.

Dentro de la comunidad rusa de París, las excentricidades de Alekséi llamaron rápidamente la atención de otros emigrados. En el relato de Nikolái Tolstói:
Alexei se esforzó por enfatizar su origen ruso, apareciendo en todas partes con un abrigo de piel y un sombrero. Cuando llegó la primavera, se puso un atuendo más resplandeciente, luciendo un sombrero de copa y una levita inglesa. Empezaba a disfrutar del descubrimiento tardío de que ser el conde Alexei Tolstoy tenía claras ventajas, ahora que estaba entre personas que no sabían nada de su humillante educación. Fue un momento feliz. Los poetas y pintores rusos abarrotaron París, y largas y ruidosas sesiones continuaron hasta bien entrada la noche en el restaurante La Closerie des Lilas. Allí Tolstoy conoció al poeta Konstantín Balmont, a la pintora Elizabeth Kruglikova y a los escritores Ilya Ehrenburg y Maximilian Voloshin. En agosto, le escribió a su padrastro que su continuo éxito en la escritura le había valido una extraordinaria aclamación entre los rusos de París. La única nota amarga era apenas una justa: 'Con ese nombre, debería hacerlo mejor'. Voloshin sugirió más astutamente que Alexei, con su verdadero talento, podría beneficiarse de ello. 'Sabes, eres un hombre extremadamente talentoso e interesante', aventuró un día. "Ciertamente deberías ser tú quien continúe con la antigua tradición literaria, el "nido de gente noble"", Tolstoy, agregó, debería lograr un estilo adecuado y escribir una epopeya masiva.

### Estrella en ascenso
Aleksei y Sophia regresaron a Rusia en el verano de 1910 y se instalaron en un piso a lo largo de Nevsky Prospekt. En ese momento, los escritos de Alekséi se habían ganado el elogio de Maxim Gorky, quien instó a sus lectores a "mirar al nuevo Tolstói", para una representación poderosa del colapso de la nobleza provincial rusa.

Mientras tanto, Aleksei escribió y publicó su serie "Trans-Volga". Según Sophia:
Por lo general… Alexei Nikolaevich me los leía, evitando la presencia de visitantes. Pero esta vez, estaba tan emocionado con sus historias, y tan orgulloso de ellas, que no esperó la partida de nuestra invitada (una camarera) sino que salió de su estudio con el manuscrito en sus manos y se dirigió directamente al comedor y, apoyando los codos en el respaldo de una silla, se puso a leer el cuento. Ambas respondimos con entusiasmo".
El éxito de las historias de "Trans-Volga" trajo más estabilidad financiera a Aleksei y Sophia. Después de otro viaje a París y el nacimiento de su hija Mariana, la familia Tolstoy comenzó a alquilar cuartos en el palacio de Moscú del Príncipe Scherbatov. Como escritor exitoso, Alekséi y su "esposa" pronto fueron solicitados en las casas de nobles titulados e industriales recién adinerados.

### Separación
Nikolai Tolstoy escribe que: 
 A pesar de estos triunfos, la vida hogareña de la pareja estaba entrando en un período problemático. De vacaciones en Crimea (Península de Crimea) en la primavera de 1914, Alexei se sintió muy atraído por una joven bailarina, Margarita Kandaurov. La ruptura con Sophia fue tan abrupta como lo había sido con Julia. En un paseo, Alexei dijo significativamente: Siento que este invierno me vas a dejar. Sophia no respondió, pero captó la indirecta y partió para otra visita a París. La bebé Mariana fue depositada con una tía. El estallido de la guerra en agosto hizo que Sophia regresara a Rusia, pero aunque su bailarina de diecisiete años pronto lo dejó, él y su amante vivieron vidas separadas a partir de entonces. Mariana, sin embargo, vino a vivir con su padre dos años después. Para diciembre, Tolstoy se había establecido con otra amante, Natalia Vasilievna Volkenstein, quien estaba separada de su esposo. No se casaron hasta después de la Revolución de febrero, ya que Natalia no pudo obtener el divorcio.

## Obras más destacadas
Novelas
- Excéntricos, 1910 (Чудаки)

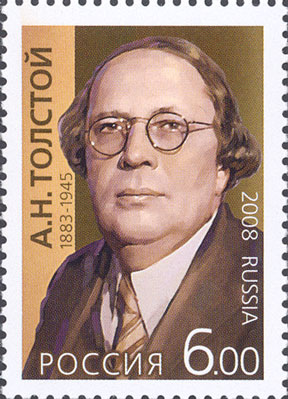
Tolstói en un sello ruso

- El señor cojo, 1912 (Хромой барин)
- Aelita, 1923
- Aventuras de Nevzórov, o Íbikus, 1924 (Похождения Невзорова или Ибикус)
- El Hiperboloide del ingeniero Garin, 1927 (Гиперболоид инженера Гарина),
- Emigrados, 1931 (Эмигранты)
- Peregrinación por los caminos del dolor , 1922-1941, trilogía (Хождение по мукам)
- Pedro I, 1945 (Пётр I)

Novelas cortas
- La infancia de Nikita, 1922 (Детство Никиты)
- La Víbora, 1928 (Гадюка)
- La llave de oro o las aventuras de Buratino (1936)
- Carácter ruso, 1944 (Русский характер)
- Iván el Terrible, 1942-1943 (Иван Грозный)

Pieza teatral
- La muerte de Fiódor Ivánovich

Cuentos
- Cuentos de Iván Sudariov (1942)

## Adaptaciones cinematográficas
- Alekséi Nikoláyevich Tolstói en Internet Movie Database (en inglés).

## Homonimia
No confundirlo con el escritor del siglo XIX Alekséi Konstantínovich Tolstói